# Liste der Fließgewässer im Flusssystem Große Dhünn
Die Liste der Fließgewässer im Flusssystem Große Dhünn umfasst alle direkten und indirekten Zuflüsse der Großen Dhünn, soweit sie namentlich im FlussGebietsGeoinformationsSystem des Wupperverbandes aufgeführt sind. Namenlose Zuläufe und Abzweigungen werden nicht aufgeführt. Die Längenangaben werden auf eine Nachkommastelle gerundet. Die Fließgewässer werden jeweils flussabwärts aufgeführt. Die orografische Richtungsangabe bezieht sich auf das direkt übergeordnete Gewässer. Teilflusssysteme mit mehr als 20 Fließgewässern sind in eine eigene Liste ausgelagert (→ Flusssystem).

## Große Dhünn
Die Große Dhünn ist der etwa 11,0 km lange linke Quellfluss der Dhünn. Sie entspringt nahe den beiden Wipperfürther Ortschaften Peddenpohl und Ritzenhaufe.

## Zuflüsse
Direkte und indirekte Zuflüsse der Großen Dhünn
- Lingenbach (links), 1,0 km
  - Kluser Siefen (links), 0,5 km
  - Schneppenbahnsiefen (rechts), 0,4 km
- Wiesenberger Bach(links), 0,5 km
  - Grünenbuschsiefen (rechts), 0,3 km
- Schladensiefen (links), 0,2 km
- Dhünner Bach (rechts), 0,5 km
- Isenburger Bach (rechts), 1,4 km
  - Wildsiepen  (links), 0,3 km
  - Heidtkottener Bach (links), 0,4 km
  - Stübgensiefen (rechts), 0,2 km
- Warthsiepen (rechts), 0,3 km
- Kaplansherweger Bach (links), 1,1 km
  - Kaplansherweger Delle (links), 0,2 km
  - Kaplansherweger Siefen (links), 0,2 km
  - Hundsrückensiefen (links), 0,4 km
- Forellensiefen (links), 0,2 km
- Rautzenberger Siepen (rechts), 0,3 km
- Thomassiefen (rechts), 0,2 km
- Pangsiefen (links), 0,3 km
- Harthbach (rechts), 2,7 km
  - Holzörtchensiefen (links), 0,2 km
  - Krummendelle (rechts), 0,3 km
  - Oberburghofer Siepen (rechts), 0,3 km
  - Vogelsholler Bach (links), 0,9 km
    - Pferdswieser Delle (links), 0,5 km

  - Harthsiefen (rechts), 0,2 km
  - Niederburghofer Bach (rechts), 0,5 km
- Niederdhünner Bach (links), 0,9 km
- Kohlsiefen (rechts), 0,2 km
- Hügelbach (links), 0,7 km
- Wüstenfelder Siefen (links), 0,4 km
- Küchssiefen (rechts), 0,3 km
- Junkerssiefen (rechts), 0,3 km
- Siefen im Stuppen Hagen (rechts), 0,3 km
- Hundssiefen (rechts), 0,6 km
- Boxberger Bach (rechts), 0,4 km
- Wolfsiepen (rechts), 0,3 km
- Purder Bach  (rechts), 6,1 km → Flusssystem
- Niederhagener Siefen (rechts), 0,3 km
- Schellensiefen (rechts), 0,3 km
- Mausbach (links), 3,0 km
  - Hagersiefen (links), 0,5 km
  - Katzemigssiefen (links), 0,3 km
  - Liethsiefen (links), 0,9 km
  - Hirschfelder Bach (links), 2,0 km
    - Wiebornsiefen (links), 0,2 km
    - Enter Siefen (links), 0,4 km
    - Frösselner Bach (links), 0,7 km
    - Eichenbuschbach (rechts), 0,6 km
    - Hüffensiefen (links), 0,2 km
- Reisbergsiefen (links), 0,3 km
- Sülzüberleitung (links), 3,2 km
  - Heldsiefen (links), 0,2 km
- Haarbach (rechts), 2,8 km
  - Bergstädter Siefen (links), 0,3 km
  - Oberhagener Bach (links), 0,6 km
  - Stallbach (rechts), 0,3 km
  - Mittelhagener Bach (links), 0,5 km
  - Weidtfelder Bach (rechts), 0,3 km
  - Niederhagener Bach (links), 0,2 km
- Heisterbach (rechts), 0,8 km
- Mannbach (links), 1,0 km
  - Mannsiefen (rechts), 0,3 km
- Hollsiefen (rechts), 0,4 km
- Königsberger Siefen (links), 0,3 km
- Laudenberger Siefen (links), 0,9 km
- Krähenbach (rechts), 2,7 km
  - Fuchskaulchen (links), 0,2 km
    - Halzenberger Siefen (links), 0,3 km

  - Krähenbacher Siefen (links), 0,2 km
  - Hammesrostinghausener Siefen (links), 0,2 km
  - Bornesiefen (rechts), 0,7 km
- Häuschensiefen (links), 0,6 km
- Mittelberger Siefen (rechts), 1,0 km
- Kalksiefen (rechts), 0,8 km
- Mückenheider Siefen (links), 0,4 km
- Wolfsorther Siefen (links), 0,8 km
  - Wolfsorther Quellen (Oberer Quellarm)  (links), 0,2 km
    - Wolfsorther Quellen (Mittlerer Quellarm)  (links), 0,1 km
    - Wolfsorther Quellen (Unterer Quellarm) (links), 0,1 km

  - Bracker Siefen (links), 0,5 km
- Konnerssiefen (rechts), 0,8 km
- Dhünnberger Bach (links), 0,5 km
  - Eulener Siefen (links), 0,3 km
- Hutsherweger Bach (links), 0,9 km
  - Hutsherweger Siefen (links), 0,2 km

## Flusssystem Dhünn
- Liste der Fließgewässer im Flusssystem Dhünn